# سياسة محلية

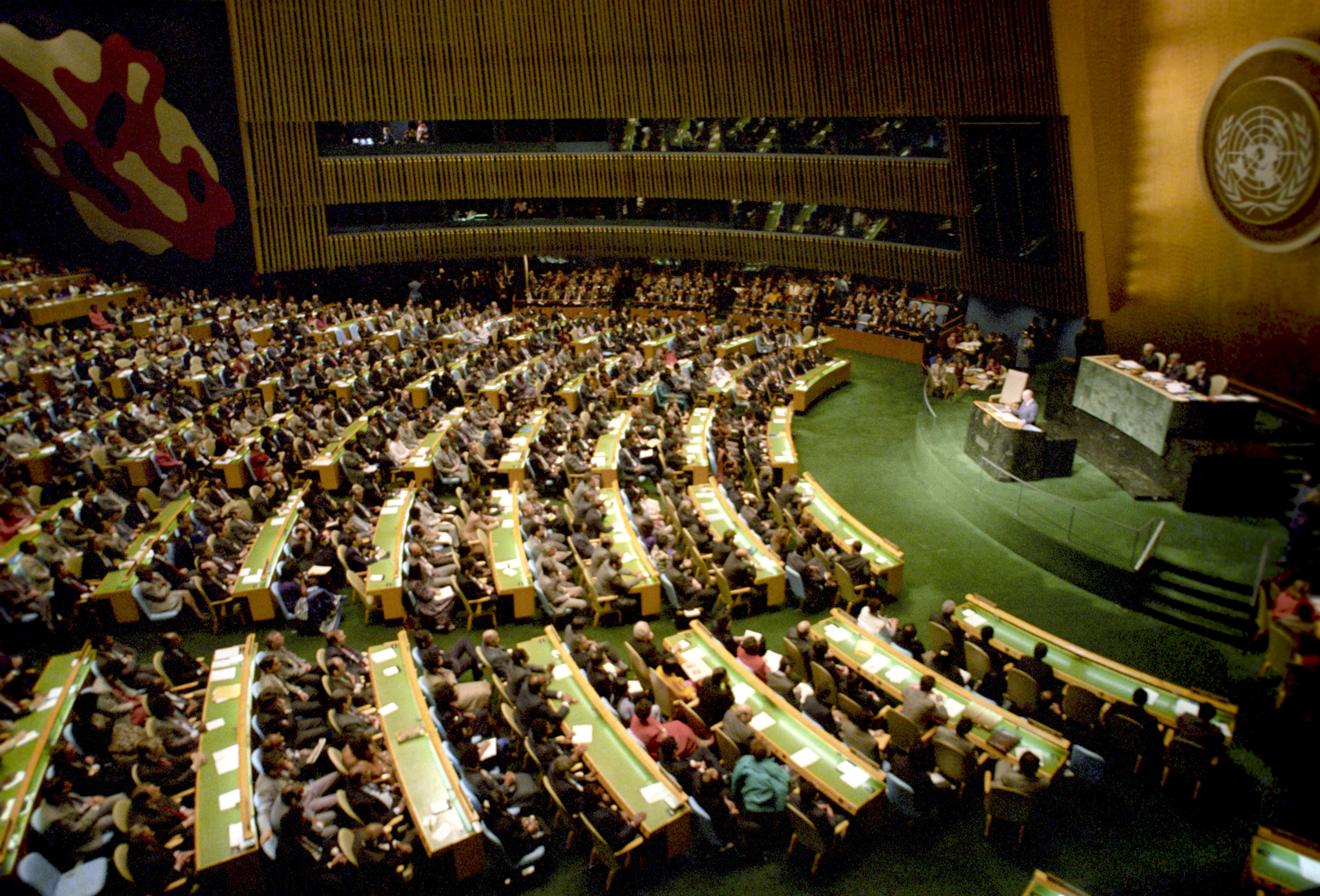
ميخائيل غورباتشوف يلقي كلمة أمام جلسة للجمعية العامة للأمم المتحدة خلال زيارته الرسمية للولايات المتحدة ديسمبر 1988

السياسة المحلية أو السياسة الداخلية هي قرارات إدارية تتعلق مباشرة بجميع القضايا والأنشطة داخل حدود الدولة. تختلف عن السياسة الخارجية، التي تشير إلى الطرق التي تقدم بها الحكومة مصالحها في السياسة الخارجية. تغطي السياسة المحلية مجموعة واسعة من المجالات، بما في ذلك الأعمال التجارية والتعليم والطاقة والرعاية الصحية وإنفاذ القانون والمال والضرائب والموارد الطبيعية والرعاية الاجتماعية والحقوق والحريات الشخصية.

## تشكيل وتنفيذ السياسة المحلية
يحدد شكل الحكومة في أي دولة معينة إلى حد كبير كيفية تشكيل سياستها المحلية وتنفيذها. في ظل الحكومات الاستبدادية، قد تسعى المجموعة الحاكمة إلى تحقيق أهداف سياستها المحلية دون مدخلات أو موافقة الشعب الذي يخضع للحكم. لكن في المجتمعات الديمقراطية البرلمانية، إرادة المواطنين لها تأثير أكبر بكثير.
في الديمقراطية، يكون التصميم الرسمي للسياسة المحلية بشكل رئيسي من مسؤولية القادة المنتخبين، وهيئات التشريع، والوكالات الحكومية المتخصصة. لكن هناك عددًا من العوامل الأخرى تلعب أيضًا دورًا في هذه العملية. فالناخبون، على سبيل المثال، هم من يقررون من هم الأفراد والأحزاب السياسية التي لها سلطة تحديد السياسة. توزع وسائل الإعلام وتعرض معلومات عن القضايا المحلية وتؤثر على معتقدات الناس وآرائهم. تعمل جماعات الضغط ومجموعات الناشطين والمنظمات الأخرى أيضًا للتأثير على السياسة من خلال مجموعة متنوعة من الأساليب. قد تشمل هذه الأساليب التبرعات المالية أو وعود الدعم أو الحملات الإعلانية أو المظاهرات والاحتجاجات.
تعتمد فعالية السياسة المحلية على البيروقراطية الحكومية (نظام الوكالات) التي تضع القوانين والبرامج موضع التنفيذ. في بعض الحالات، تتصرف البيروقراطيات ببطء أو بشكل غير فعال، أو تفشل في تطبيق السياسات كما كان الغرض منها في الأصل. قد تواجه السياسة المحلية أيضًا تحديات في المحاكم. في العديد من البلدان، تتمتع المحاكم بسلطة المراجعة القضائية، مما يسمح لقضاتها بإلغاء أي إجراء تشريعي أو تنفيذي يجدون أنه ينتهك دستور النظام السياسي.